# Lego Star Wars : Les Chroniques de Yoda
Lego Star Wars : Les Chroniques de Yoda puis Star Wars : Les Nouvelles Chroniques de Yoda (Lego Star Wars: The Yoda Chronicles puis Star Wars: The New Yoda Chronicles) est une série télévisée d'animation américaine en 7 épisodes de 22 minutes, diffusée entre le 29 mai 2013 et le 23 novembre 2014 sur Cartoon Network puis sur Disney XD.

## Synopsis
Dans ces nouvelles aventures, Yoda, un maître Jedi qui a tout vu, tout fait et qui a formé des générations de chevaliers Jedi, mène une bataille sans merci pour empêcher Dark Sidious et ses sbires de créer une nouvelle arme dévastatrice, capable de renverser la République.

## Fiche technique
Sauf indication contraire, les informations mentionnées dans cette section peuvent être confirmées par la base de données cinématographiques IMDb,  présente dans la section « Liens externes ».
- Titre original : Lego Star Wars: The Yoda Chronicles puis Star Wars: The New Yoda Chronicles
- Titre français : Lego Star Wars : Les Chroniques de Yoda puis Star Wars : Les Nouvelles Chroniques de Yoda
- Réalisation : Michael Hegner
- Scénario : Michael Price
- Direction artistique : Jens Møller et Hongtian Rong
- Décors : Bjarne Hansen et Anne Hofmann
- Montage : Per Düring Risager
- Musique : John Williams (thèmes originaux)
- Casting : Michael Donovan
- Production : Irene Sparre
  - Production déléguée : Erik Wilstrup, Torsten Jacobsen et Michael Price
  - Production exécutive : Louise Barkholt
- Sociétés de production : Lucasfilm, Wil Film[1]
- Pays d'origine :  États-Unis
- Langue originale : anglais
- Genre : série d'animation, aventure
- Durée : 22 minutes

## Distribution
- Tom Kane (VF : Luc Boulad puis Pierre Bodson) : Yoda
- Anthony Daniels (VF : Jean-Claude Donda puis Philippe Tasquin) : C-3PO
- Trevor Devall : Palpatine / Dark Sidious (VF : Thierry Desroses puis Olivier Cuvellier), capitaine Ackbar (VF : Serge Biavan puis David Manet) et Bib Fortuna (VF : Serge Biavan puis David Manet)
- Tom Kane (VF : Jean-Claude Donda puis Philippe Tasquin) : le narrateur
- Billy Dee Williams (VF : Thierry Kazazian) : Lindo Calrissian, le père de Lando
- Adrian Holmes (VF : Julien Chatelet puis David Manet) : Mace Windu
- Lee Tockar : Dark Maul (VF : Marc Bretonnière) et Nute Gunray
- Sam Vincent : Rako Hardeen (VF : Benoît DuPac puis Tony Beck) et Obi-Wan Kenobi (VF : Bertrand Liebert puis David Manet)
- Brian Drummond (VF : Benoît DuPac) : Bobby et les gardes Gamoréen
- Kelly Metzger (VF : Isabelle Volpe puis Marie Van R) : Vaash Ti
- Tabitha St. German : Bene (VF : Élisa Bourreau puis Marie Van R) et Lando Calrissian jeune
- Kirby Morrow : général Grievous (VF : Bertrand Liebert) et Anakin Skywalker (VF : Benoît DuPac puis David Manet)
- Andrew Francis : commandant Cody
- Trish Pattendon : Asajj Ventress
- Michael Donovan (VF : Sylvain Lemarié) : le Comte Dooku
- Brian Dobson (VF : Thierry Kazazian puis Tony Beck) : Jek-14
- Matt Sloan (VF : Saïd Amadis puis Jean-Marc Delhausse) : Dark Vador
- Eric Bauza (VF : Benoît Du Pac puis Antoni Lo Presti) : Luke Skywalker
- Heather Doerksen (VF : Laura Pelerins puis Marie Van R) : Princesse Leïa
- Michael Daingerfield : Han Solo (VF : Bertrand Liebert puis Olivier Cuvellier) et Wedge Antilles (VF : Antoni Lo Presti)

## Épisodes

### Première saison (2013)
1. Le clone fantôme (The Phantom Clone)
2. La menace des Sith (Menace of the Sith)
3. L'attaque des Jedi (Attack of the Jedi)

#### Épisode 1:Le Clone Fantôme
- États-Unis : 29 mai 2013 sur Cartoon Network
- France : 31 octobre 2013 sur France 3[2]
- Canada : 28 novembre 2013 sur Télétoon

- États-Unis : 1,52 million de téléspectateurs[3]

#### Épisode 2:La Menace des Sith
- États-Unis : 4 septembre 2013 sur Cartoon Network
- France : 1er novembre 2013 sur France 3[4]
- Canada : 28 novembre 2013 sur Télétoon

- États-Unis : 1,42 million de téléspectateurs[5]

#### Épisode 3:L'Attaque des Jedi
- États-Unis : 27 novembre 2013 sur Cartoon Network
- Canada : 28 novembre 2013 sur Télétoon
- France : 29 décembre 2013 sur France 3[6]

- États-Unis : 1,30 million de téléspectateurs[7]

### Deuxième saison (2014)
1. L'Évasion du Temple Jedi (Escape from the Jedi Temple)
2. À la poursuite des Holocrons (Race for the Holocrons)
3. L'Attaque de Coruscant / Raid sur Coruscant (Raid on Coruscant)
4. Le Choc des Skywalker / L'Affrontement des Skywalkers (Clash of the Skywalkers)

#### Épisode 1:L'Évasion du Temple Jedi
- États-Unis : 4 mai 2014 sur Disney XD[8]
- France : 
  - 4 mai 2014 sur Disney XD[9]
  - 21 décembre 2014 sur France 4[10]

#### Épisode 2:À la poursuite des Holocrons
- États-Unis : 15 juin 2014 sur Disney XD[11]
- France :
  - 1er juin 2014 sur Disney XD[12]
  - 21 décembre 2014 sur France 4[13]

#### Épisode 3:L'Attaque de Coruscant
- États-Unis : 7 septembre 2014 sur Disney XD
- France : 
  - 14 septembre 2014 sur Disney Channel[14]
  - 6 avril 2015 sur France 4[15]

#### Épisode 4:Le Choc des Skywalker
- États-Unis : 23 novembre 2014 sur Disney XD
- France : 
  - 2 novembre 2014 sur Disney XD[16]
  - 6 avril 2015 sur France 4[15]

## Produits dérivés

### DVD
Un DVD distribué par la 20th Century Fox Home Entertainment, regroupant les deux premiers épisodes de la première saison, est sorti le 30 septembre 2013 aux États-Unis et le 6 novembre 2013 en France.
Un second DVD, sorti le 15 septembre 2015 sur le sol américain, regroupe les quatre épisodes de la seconde saison ainsi qu'un bonus de fin alternative pour l'épisode Le Choc des Skywalker, dans laquelle Luke Skywalker peut ou ne peut pas vaincre Dark Vador. En France, la seconde saison est sortie en deux volumes, dont deux épisodes chacun, le 3 novembre 2015. Par la suite, les deux volumes ont été réunis en un coffret sorti le 19 octobre 2016.

### Livre
Un livre de 64 pages édité par Dorling Kindersley, également intitulé Lego Star Wars : Les Chroniques de Yoda, présentant Yoda, ses pouvoirs et son entourage (amis et ennemis), est sorti le 15 juillet 2013 aux États-Unis, il comprend une figurine à construire d'un commandant des forces spéciales. En France, le livre est édité par Huginn et Muninn et est sorti le 15 novembre 2013, comprenant également la figurine.